# Památník Karola „Papy“ Musioła
Památník Karola „Papy“ Musioła, polsky Pomnik Karola „Papy“ Musioła, je bronzová plastika ve čtvrti Stare Miasto města Opole v okrese Opole v jižním Polsku. Nachází se také v Opolském vojvodství v geomorfologickém celku Pradolina Wrocławska.

## Historie a popis díla
Památník Karola „Papy“ Musioła, který vytvořil polský sochař Wit Pichurski (*1975), byl slavnostně odhalen dne 25. dubna 2008. Znázorňuje postavu oblíbeného místního politika v mírně nadživotní velikosti, kterým byl Karol "Papa" Musioł (1905-1983). Ten 13 let zastával funkci předsedy/starosty městského národního výboru a stal se pro obyvatele Opole symbolem dobrého hospodáře. Byl člověkem, který se poctivě staral o své město, často chodil po ulicích a hovořil s lidmi. Je také zakladatelem mnoha kulturních tradic Opole, např. Národního festivalu polské písně v Opolí (Krajowy Festiwal Piosenki Polskiej w Opolu) aj. Památník ztvárňuje kráčející postavu usmívajícího se „tatínka (papa)“ oblečenou v saku, kalhotách a botách, která je na cestě z vojvodského úřadu na radnici s aktovkou v ruce a s kravatou vlající nad hlavou a s nasazenými brýlemi na očích. Plastika má výšku 2 m. Před památníkem je do dlažby zapuštěná deska s nápisem:
| „ | Nasz Papa Karol Musioł, przewodniczący Miejskiej Rady Narodowej w Opolu, założyciel Towarzystwa Przyjaciół Opola, budowniczy opolskiego amfiteatru, inicjator Krajowego Festiwalu Polskiej Piosenki. | Náš tatínek Karol Musioł, předseda Městské národní rady v Opolí, zakladatel Společnosti přátel Opolí, stavitel opolského amfiteátru, iniciátor Národního festivalu polské písničky. | “ |

## Galerie

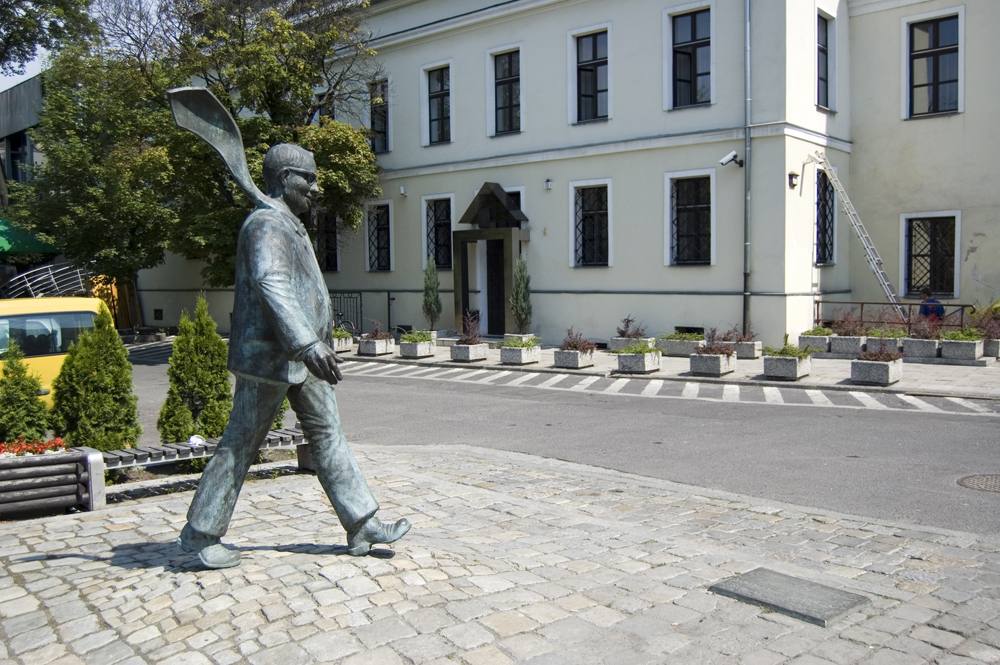
Boční pohled
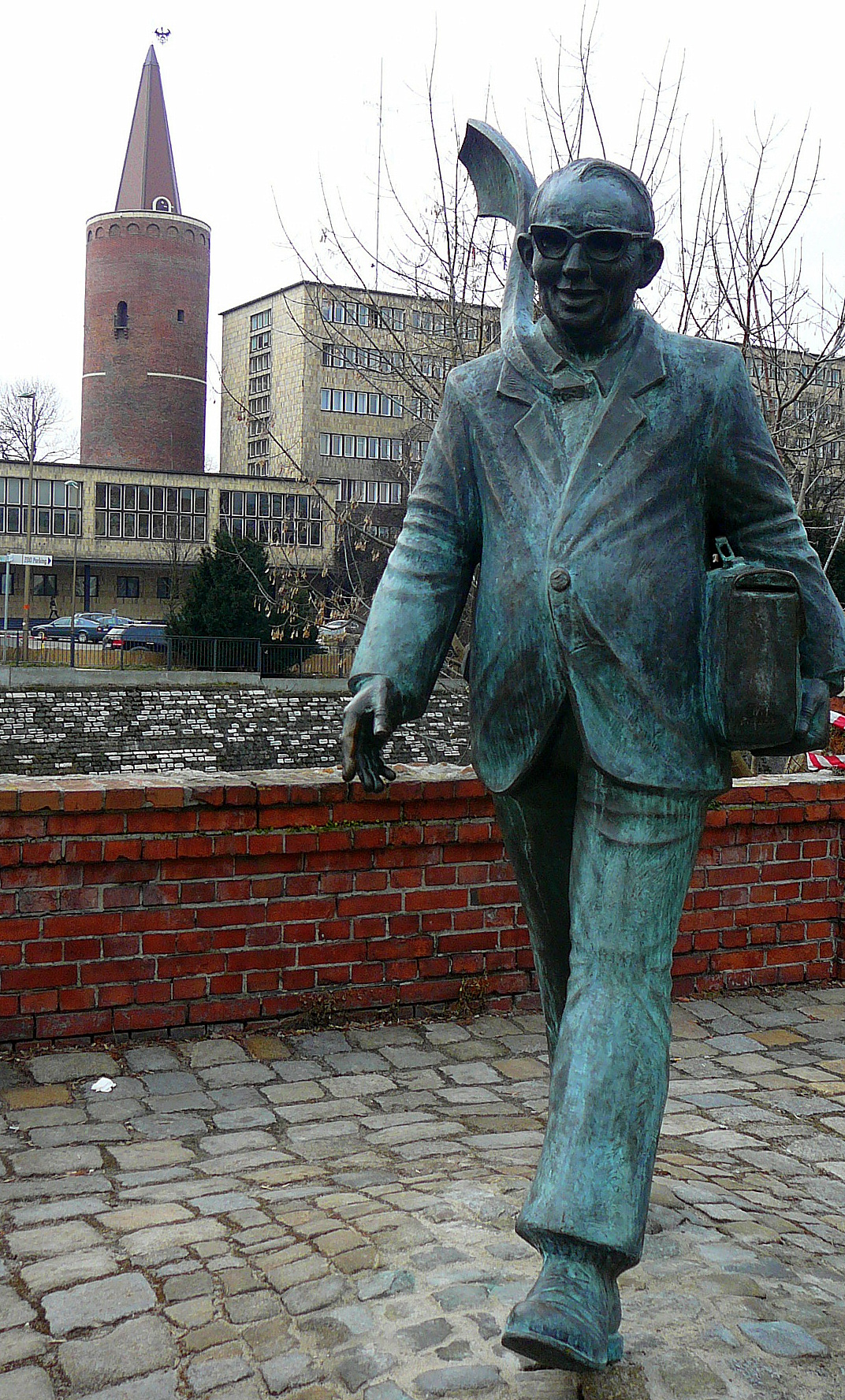
Čelní pohled
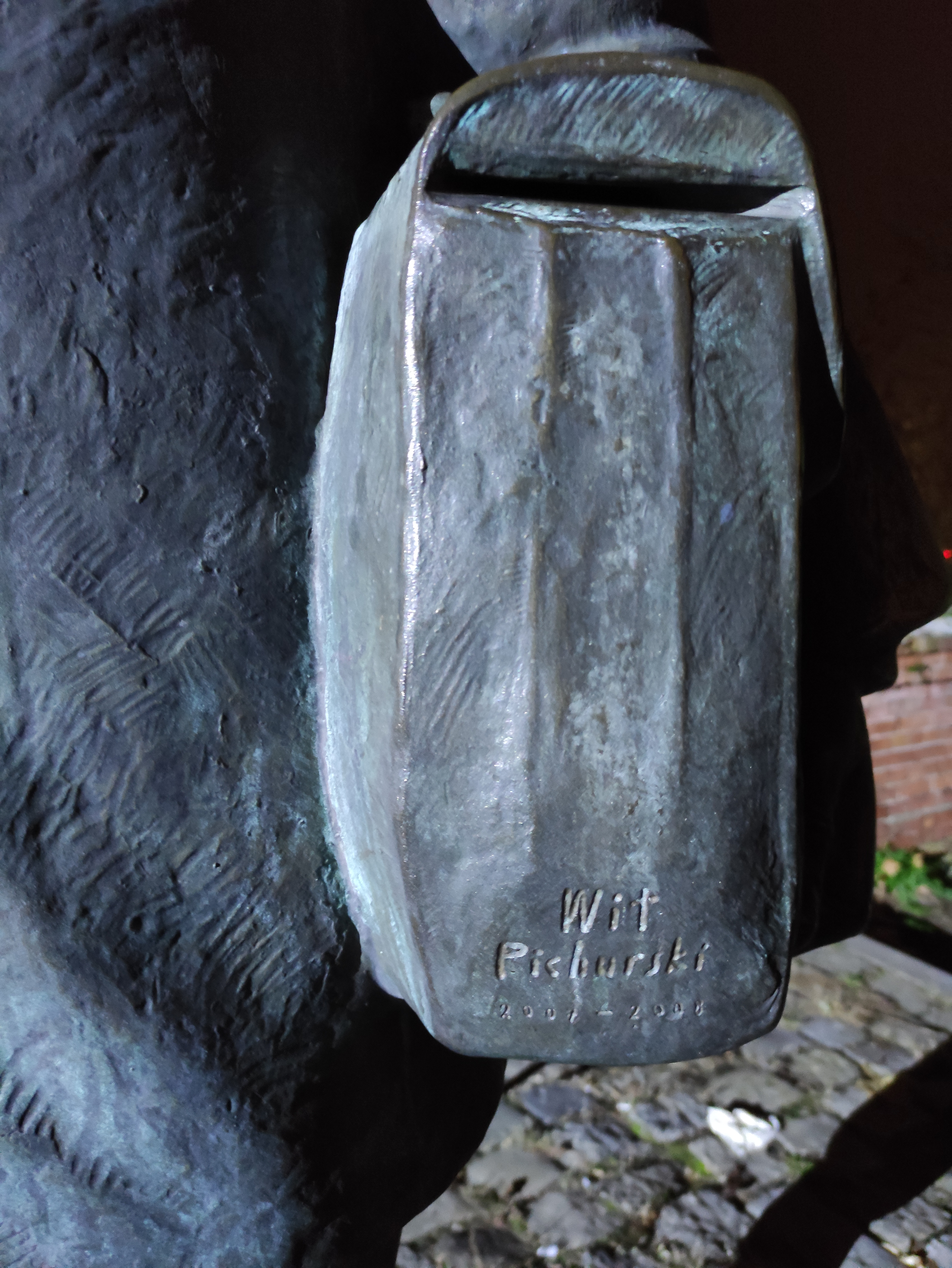
Signování díla
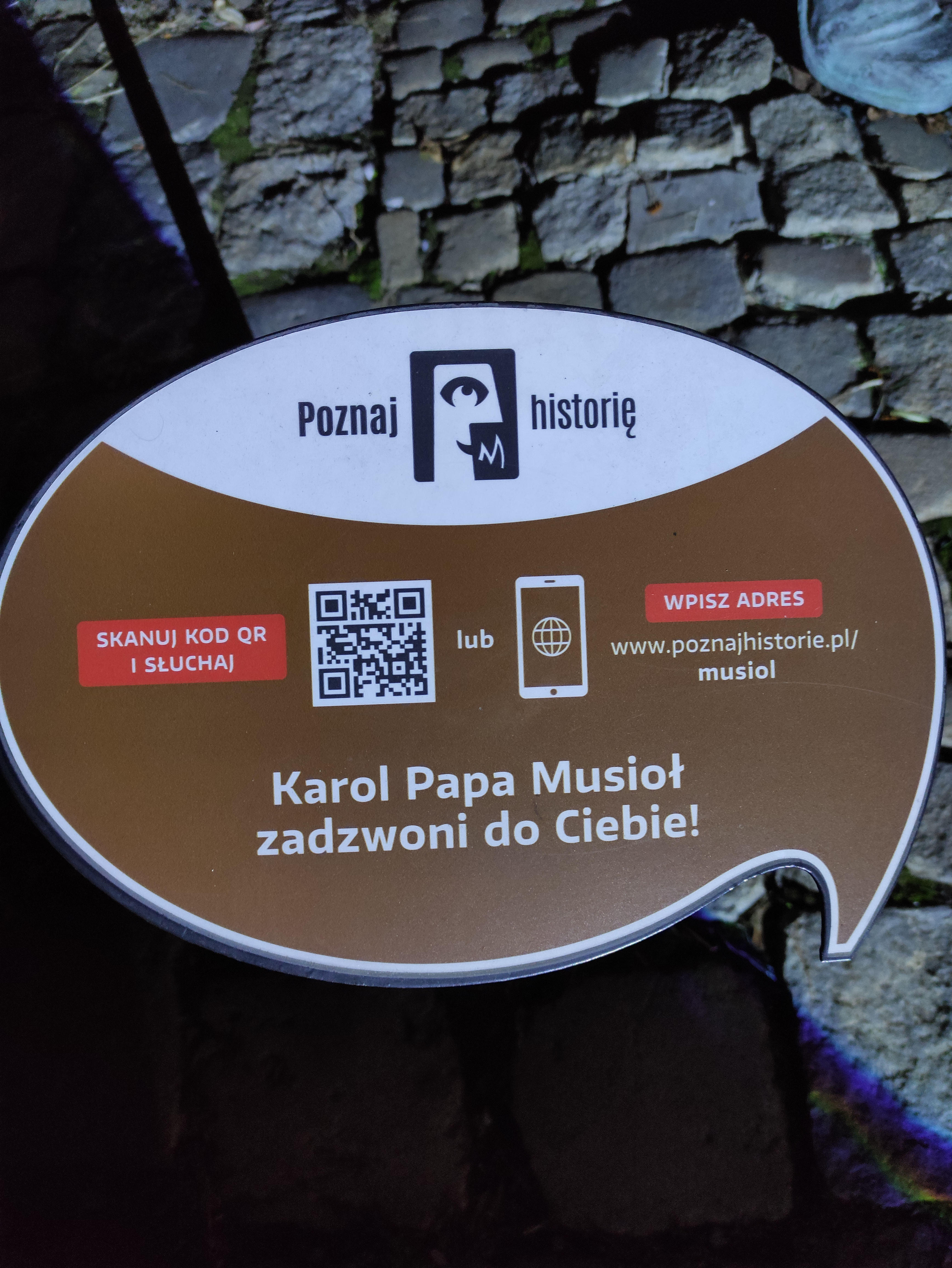
Informační panel u sochy